# Медетбеков Раїмкан
Раїмкан Медетбеков (1917, село Бал-Бал, тепер Таласького району Таласької області, Киргизстан — ?) — радянський киргизький державний діяч, голова Таласького і Ошського облвиконкомів, голова Киргизспоживспілки. Депутат Верховної ради Киргизької РСР 2-го та 5—6-го скликань. Депутат Верховної ради СРСР 4-го скликання.

## Життєпис
Народився в родині селянина-бідняка. У 1930 році вступив до комсомолу.
З 1931 по 1933 рік працював пастухом (вівчарем), колгоспником колгоспу «8 Березня» Таласького району. У 1933—1936 роках — тракторист Таласької машинно-тракторної станції (МТС). У 1934 році закінчив семирічну школу.
У 1936—1938 роках — рахівник колгоспу «8 Березня» Таласького району; секретар Кирк-Казикської сільської ради Таласького району Киргизької РСР. У 1938 році закінчив Курси пропагандистів при ЦК ЛКСМ Киргизії.
У 1938—1940 роках — завідувач відділу пропаганди і агітації Таласького районного комітету ЛКСМ Киргизії.
Член ВКП(б) з 1940 року.
У 1940 році — 1-й секретар Таласького районного комітету ЛКСМ Киргизії.
У 1940—1941 роках — інструктор, завідувач організаційно-інструкторського відділу Таласького (Кіровського) районного комітету КП(б) Киргизії.
У 1941—1943 роках — заступник завідувача організаційно-інструкторського відділу Фрунзенського обласного комітету КП(б) Киргизії.
У 1943—1945 роках — 1-й секретар Кизил-Аскерського районного комітету КП(б) Киргизії.
У 1945—1946 роках — слухач Ленінських курсів при ЦК ВКП(б) у Москві.
У 1946—1949 роках — 1-й секретар Івановського районного комітету КП(б) Киргизії Фрунзенської області.
З лютого по вересень 1949 року — секретар Фрунзенського обласного комітету КП(б) Киргизії.
У 1949 — вересні 1952 року — слухач Вищої партійної школи при ЦК ВКП(б) у Москві.
У вересні 1952 — 1955 року — голова виконавчого комітету Таласької обласної ради депутатів трудящих.
У 1955—1958 роках — голова виконавчого комітету Ошської обласної ради депутатів трудящих.
У 1958—1962 роках — завідувач адміністративно-торгово-фінансового відділу ЦК КП Киргизії.
У березні 1962 — грудні 1965 року — голова Спілки споживчої кооперації Киргизької РСР (Киргизспоживспілки). Знятий з посади «за грубі порушення ленінських принципів підбору, розстановки, виховання кадрів у системі споживчої кооперації республіки, за допущені великі витрати і розкрадання».
У 1965—1984 роках — завідувач (директор) республіканського Киргизького управління м'ясорибної (м'ясомолочної) торгівлі.
З 1984 року — на пенсії. У 1984—1988 роках працював завідувачем магазину. Подальша доля невідома.

## Нагороди
- орден Леніна
- орден «Знак Пошани»
- медаль «За доблесну працю у Великій Вітчизняній війні 1941—1945 рр.»
- медаль «За трудову доблесть»
- медалі
- значок «Відмінник радянської торгівлі»